# Abercromby (canton)
Pour les articles homonymes, voir Abercromby.
Abercromby (variante : Abercrombie) est un canton canadien au Québec situé dans la région administrative des Laurentides et créé officiellement le 24 août 1842 par proclamation publiée dans la Gazette officielle du Québec. Les municipalités de Sainte-Adèle, Saint-Hippolyte et Prévost ont été établies sur cette division territoriale.

## Toponymie
Son nom évoque le souvenir de l'Écossais James Abercrombie (1706-1781), militaire britannique défait par Montcalm à Carillon en 1758. Le toponyme rivière Abercromby a le même origine; ce cours d'eau traverse les municipalités de Saint-Hippolyte et Sainte-Sophie, situées dans la MRC de la Rivière-du-Nord, dans la région des Laurentides, au Québec.

## Géographie
Le canton se trouve à 45° 55′ N, 74° 00′ O. Sa superficie est de 9 315 hectares.

## Histoire
Beaucoup des premières terres accordées dans le canton d'Abercrombie le sont à des miliciens. Le premier agent des terres du canton est le notaire André Bouchard dit Lavallée. 

## Note et référence
1. ↑  Saint-Hippolyte et Prévost, sur le site de la Commission de toponymie du Québec
2. ↑  Abercromby, Commission de toponymie du Québec